# Самарка (Приморский край)
Сама́рка — село в Чугуевском районе Приморского края.

## География
Расположено на левом берегу реки Откосная и на правом берегу реки Журавлёвка (при их слиянии), в 10 километрах выше впадения Журавлёвки в Уссури.
Село стоит на автодороге, отходящей от трассы «Осиновка — Рудная Пристань» к Дальнереченску, участок относится к строящейся трассе «Восток», строительство автодороги заморожено. От Самарки до трассы «Осиновка — Рудная Пристань» 40 км. На восток от Самарки по левому берегу реки Журавлёвка идёт автодорога к сёлам Окраинка и Заветное.

## Население
| 1915 | 2002  | 2006 | 2010 |
| ---- | ----- | ---- | ---- |
| 819  | ↗1074 | ↘955 | ↗971 |

## Улицы
| - ул. Восточная, - пер. Калинина, - ул. Калинина, - ул. Комсомольская, - ул. Кубанская, | - ул. Набережная, - ул. Ново-Кубанская, - ул. Овражная, - ул. Партизанская, - пер. Почтовый, | - пер. Речной, - ул. Северная, - ул. Советская, - ул. Торговая. |